# Earth: Final Conflict
Earth: Final Conflict es una serie de televisión canadiense de ciencia ficción creada por Gene Roddenberry. Sin embargo, no fue producida ni emitida hasta después de su muerte. Contó con cinco temporadas entre el 6 de octubre de 1997 y el 20 de mayo de 2002.
El título original que iba a tener el programa fue Battleground: Earth (en inglés Campo de batalla: La Tierra), pero los productores lo cambiaron debido a que sonaba como Battlefield Earth, el título de la novela de L. Ron Hubbard. Majel Barrett, la esposa de Gene Roddenberry, fue la productora ejecutiva. Además apareció en algunos episodios encarnando el personaje de la Dra. Julianne Belman. Barrett estaba en posesión de las notas de Roddenberry sobre la historia y las ideas que sirvieron de base para crear la serie tras la muerte de su marido. Otra creación póstuma de Roddenberry fue Andrómeda.
A principios del siglo XXI una raza de extraterrestres, los Taelons (también llamados "los Compañeros"), viajan a la Tierra y se instalan en un número limitado. Los Taelons poseen tecnologías muy avanzadas, muchas de las cuales comparten con la humanidad, aparentemente por generosidad y buena voluntad. Como resultado de estos avances las enfermedades, la guerra y la contaminación casi son eliminados en los tres años posteriores a su llegada. A pesar de esto, algunos cuestionan si los motivos de los Taelons son tan bienintencionados como parecen, y se forma un movimiento de resistencia para detener la influencia cada vez mayor de los Taelons en la humanidad.

## Reparto
- Kevin Kilner como William Boone (temporada 1 y 5).
- Majel Barrett como Julianne Belman (11 epidodios).
- Robert Leeshock como Liam Kincaid (temporadas 2-5).
- Lisa Howard como Lili Marquette (temporadas 1-3).
- Richard Chevolleau como Marcus "Augur" Deveraux (temporadas 1-4).
- Von Flores como Ronald Sandoval (temporadas 1-5).
- Leni Parker como Da'an (temporadas 1-4).
- David Hemblen como Jonathan Doors (temporadas 1-3).
- Miranda Kwok como Kwai Ling Hong (temporada 1).
- Anita La Selva como Zo'or (temporadas 1-5).
- Jayne Heitmeyer como Renee Palmer (temporadas 3-5).
- Guylaine St-Onge como Juda (temporada 5).
- Melinda Deines como Juliet Street (temporadas 4-5).
- Alan Van Sprang como Howlyn (temporada 5).

## Lista de episodios

### Primera temporada
1. Decisión
2. Truth
3. Miracle
4. Avatar
5. Old Flame
6. Float Like A Butterfly
7. Resurrection
8. Horizon Zero
9. Scorpions Dream
10. Live Free Or Die
11. The Scarecrow Returns
12. Sandoval's Run
13. The Secret Of Strandhill
14. Pandora's Box
15. If You Could Read My Mind
16. Wrath of Achilles
17. The Devil You Know
18. Law & Order
19. Through The Looking Glass
20. Infection
21. Destruction
22. The Joining

### Segunda temporada
1. First Of Its Kind
2. Atavus
3. A Stitch In Time
4. Dimensions
5. Moonscape
6. Sleepers
7. Fissures
8. Redemption
9. Isabel
10. Between Heaven And Hell
11. Gauntlet
12. One Man's Castle
13. Second Chances
14. Payback
15. Friendly Fire
16. Volunteers
17. Bliss
18. Highjacked
19. Defector
20. Héroes & Heartbreak
21. Message In A Bottle
22. Crossfire

### Tercera temporada
1. Crackdown
2. The Vanished
3. Deja Vu
4. Emancipation
5. The Once and Future World
6. Thicker Than Blood
7. A Little Bit Of Heaven
8. Pad'ar
9. In Memory
10. The Cloister
11. Interview
12. Keep Your Enemies Closer
13. Subterfuge
14. Scorched Earth
15. Sanctuary
16. Through Your Eyes
17. Time Bombs
18. Apparition
19. The Fields
20. One Taelon Avenue
21. Abduction
22. The Arrival

### Cuarta temporada
1. The Forge Of Creation
2. The Sins of the Father
3. First Breath
4. Limbo
5. Motherlode
6. Take No Prisoners
7. Second Wave
8. Essence
9. Phantom Companion
10. Dream Stalker
11. Lost Generation
12. The Summit
13. Dark Matter
14. Keys to the Kingdom
15. Street Chase
16. Trapped By Time
17. Atonement
18. Blood Ties
19. Hearts And Minds
20. Epiphany
21. Dark Horizons
22. Point of No Return

### Quinta temporada
1. UnEarthed
2. Pariahs
3. The Seduction
4. Subterra
5. Boone's Awakening
6. Termination
7. Guilty Conscience
8. Boone's Assasin
9. EnTombed
10. Legacy
11. Death Suite
12. Atavus High
13. Deep Sleep
14. The Art Of War
15. Grave Danger
16. Deportation
17. Honour And Duty
18. Bad Genes
19. Subversion
20. Street Wise
21. The Journey
22. Final Conflict